# Nub Tola
Nub Tola (Tiếng Khmer: ណុប តុលា; sinh 1 tháng 10 năm 1996) là một cầu thủ bóng đá người Campuchia chơi ở vị trí hậu vệ cho câu lạc bộ Preah Khan Reach Svay Rieng và là thành viên của đội tuyển bóng đá quốc gia Campuchia.